# 李彬 (1962年)
李彬（1962年3月—），男，汉族，江苏泰兴人，中华人民共和国政治人物，九三学社中央委员会常务委员、广西壮族自治区委员会主任委员，广西壮族自治区政协副主席，广西壮族自治区人民政府副主席，第十一届全国政协委员。

## 生平
2008年1月，当选为广西壮族自治区政协副主席。2018年1月，任广西壮族自治区人民政府副主席。2022年1月，当选为广西壮族自治区政协副主席。同年5月，辞去自治区人民政府副主席职务。
2008年，当选第十一届全国政协委员，代表九三学社，分入第十二组。